# Љубица Оташевић
Љубица Оташевић (Горњи Милановац, 2. август 1933 — Хјустон, 12. април 1998) била је  српска филмска глумица и кошаркашица.

## Биографија
Рођена је 2. августа 1933. године у Горњем Милановцу. Почела је да тренира кошарку и била је једно време чланица београдске Црвене звезде. Рано је завршила кошаркашку каријеру, већ са 24 године, а представљала је Југославију на европским шампионатима 1954. и 1956. године.
Као студенткиња Филозофског факултета у Београду отишла је 1957. године у Италију да усаврши језик и никада више није живела у Југославији, мада је повремено долазила. Живот јој се сасвим променио неколико месеци касније када је, приликом кратког боравка у Енглеској, упознала представника продуцентске куће „Колумбија“. Стигла јој је понуда за улогу на филму. Због велике физичке сличности, појавила се као дублерка италијанске глумице Софије Лорен, у филму „Кључ“ Керола Рида.
Према једном извору, својевремено се забављала са холивудским глумцем Керијем Грантом, мада Срђа Калембер, бивши кошаркаш Црвене звезде и њен бивши момак, тврди да је са Грантом била само пријатељица, а да су у њу били заљубљени и Иво Андрић, Пеко Дапчевић, Ратко Дражевић, Милош Милутиновић и многи други. Била је удата за италијанског барона Рикија де Портанову.
Последње дане провела је у Хјустону, где је преминула у 65. години живота.

## Улоге
| Год.   | Назив        | Улога      |
| ------ | ------------ | ---------- |
| 1950-е |              |            |
| 1958.  | The Key      | Stella     |
| 1960-е |              |            |
| 1960.  | Љубав и мода | стјуардеса |
| 1960.  | Il gobbo     |            |